# Cassivellaunus
Cassivellaunus (englisch Caswallon) war ein historischer britannischer Heerführer und womöglich auch König der Catuvellaunen, der den Widerstand gegen Caesars zweiten Britannienfeldzug im Jahr 54 v. Chr. leitete. Darüber hinaus tritt er in den britischen Legenden auf: bei Geoffrey von Monmouth als König Britanniens, im Mabinogion und den Walisischen Triaden als Caswallawn, Caswallon oder Kaswallawn, Sohn des Beli.

## Geschichte
Cassivellaunus ist die erste historisch greifbare Figur der britischen Geschichte. In Caesars De Bello Gallico ist er der Befehlshaber der vereinten Streitkräfte der Briten, die sich dessen zweiter Invasion entgegenstellen. Cassivellaunus’ Stammeszugehörigkeit wird nicht erwähnt, jedoch das Gebiet, aus dem er stammt, nördlich der Themse, das später vom Stamm der Catuvellaunen bewohnt wurde.
Caesar berichtet, dass Cassivellaunus zuvor in permanentem Krieg mit anderen Stämmen stand und den König der Trinovanten, des mächtigsten Stammes Britanniens zu dieser Zeit, unterworfen habe, woraufhin der Sohn des Königs, Mandubracius, nach Gallien zu Caesar geflohen sei.
Trotz Cassivellaunus’ Verwüstungen, die er vornehmen ließ, um die römische Armee daran zu hindern, sich aus der Region zu verpflegen, rückte Caesar zur Themse vor, deren Überquerung ihm gelang, obwohl die einzige gangbare Furt verteidigt wurde und mit spitzen Stangen gespickt war. Cassivellaunus entließ daraufhin den größten Teil seiner Armee und stellte sich auf eine Guerillataktik um, bei der er sich auf seine Kenntnis des Landes und die Schnelligkeit seiner Streitwagen verließ.
Fünf britannische Stämme, die Cenimagnen, Segontiaken, Ankaliten, Bibroker und Casser, unterwarfen sich Caesar, wobei sie die Lage von Cassivellaunus’ Festung verrieten, in der er sich aufhielt und deren Belagerung Caesar sofort begann. Cassivellaunus gelang es, eine Botschaft an die vier Könige von Kent zu senden, Cingetorix, Carvilius, Taximagulus und Segovax, die ihre Truppen nun in Marsch setzten und das römische Lager an der Küste angriffen, von den Römern aber zurückgeschlagen wurden, wobei der Häuptling Lugotorix in deren Hände fiel. Als Cassivellaunus von der Niederlage und der Zerstörung seiner Länder erfuhr, ergab er sich. Geiseln wurden gestellt und eine Tributzahlung vereinbart. Mandubracius erhielt das Königtum der Trinovanten zurück, und Cassivellaunus verzichtete darauf, ihn noch einmal anzugreifen. Caesar hingegen kehrte nach Gallien zurück.

## Legende
In Geoffrey von Monmouths Historia Regum Britanniae (Geschichte der Könige der Briten) ist Cassivellaunus der Sohn des Königs Heli und Regent für seinen Neffen Androgeus (eine wahrscheinlich irrige Namensänderung durch Orosius in seiner Historiarum adversum paganos libri VII., von Geoffrey übernommen), den Sohn seines Bruders, des Königs Lud.
Kurz nach Luds Tod ließ sich Cassivellaunus – seine beiden jungen Neffen übergehend – zum König krönen. Dem älteren gab er das Herzogtum Kent und Trinovantum (London), dem jüngeren Tasciovanus oder Tenvantius das Herzogtum Cornwall.
Als Julius Caesar zu Beginn von Cassivellaunus' Regierung Tributzahlungen der Briten verlangte, um einen Krieg zwischen den beiden Staaten zu vermeiden, die ihre Herkunft auf Troja zurückführen, wies Cassivellaunus die Forderung zurück, woraufhin die Römer entlang der Themse ins Land einfielen. Nach vielen Kämpfen gelang es Nennius, Cassivellaunus' Bruder (der nicht mit dem Geschichtsschreiber Nennius zu verwechseln ist), Caesars Schwert zu stehlen und daraufhin die britannische Armee erfolgreich gegen die Römer zu führen und sie aus dem Land zu vertreiben.
Die Römer warteten zwei Jahre, bis sie nach Britannien zurückkehrten, Cassivellaunus hatte in der Zwischenzeit die Verteidigungsanlagen verstärken lassen; am bekanntesten ist dabei das Einpflanzen großer Stifte in die Themse, an denen sich die Böden der römischen Schiffe aufspießen sollten. Die dann stattfindende zweite römische Invasion endete mit der Niederlage Caesars, der erneut gezwungen war, die Insel zu verlassen. Cassivellaunus feierte seinen Sieg mit umfangreichen Tieropfern in London.
Bei dieser Feier kämpften Androgeus und Cassivellaunus wegen des Todes eines Verwandten. Cassivellaunus plünderte danach Androgeus’ Land, woraufhin dieser Caesar um Hilfe bat. Caesar kam ein drittes Mal nach Britannien und besetzte London mit Hilfe von Androgeus. Cassivellaunus gelang es diesmal nicht, Caesar zu schlagen, musste vielmehr auf einen Hügel außerhalb der Stadt fliehen, wo Caesar einen Belagerungsring errichtete, um die Briten auszuhungern.
In Todesangst schrieb Cassivellaunus an Androgeus und bot ihm und Caesar einen Friedensschluss an. Das Angebot wurde angenommen und Cassivellaunus akzeptierte jährliche Tributzahlungen an die Römer. Cassivellaunus starb sechs Jahre später und wurde in York begraben. Tenvantius, sein Neffe, folgte ihm als König.
Im dritten Zweig des Mabinogi, Manawydan fab Llŷr („Manawydan, Llŷrs Sohn“), ist Caswallawn fab Beli Mawr (Caswallawn, Sohn des Beli), ein Usurpator, der König Bran dem Gesegneten den britannischen Thron raubte, als dieser auf einem Feldzug in Irland war.
„Habt ihr Neuigkeiten?“, sprach Manawydan. „Nein“, sprachen sie, „außer dass Caswallawn, der Sohn Belis, sich der Insel der Starken bemächtigt hat und als gekrönter König in London weilt.“ „Was“, sprach der, „geschah mit Cradawg, dem Sohn Brâns, und den sieben Männern, die man mit ihm zusammen auf dieser Insel zurückgelassen hatte?“ „Caswallawn fiel über sie her, brachte sechs Männer um, und Cradawg brach es das Herz aus Gram darüber, dass er sah, wie das Schwert seine Männer umbrachte, und er doch nicht wusste, wer sie erschlug. Caswallawn hatte nämlich ein Zaubergewand angelegt, und niemand sah ihn, wie er die Männer erschlug, nur das Schwert. […]“
In den Walisischen Triaden wird von Caswallawn berichtet, er habe bei der Verfolgung Caesars das Meer mit 21.000 Männern überquert und sei nicht wieder zurückgekehrt. Fflur, die Tochter des Zwergs Mygnach, sei seine Geliebte gewesen – nach Iolo Morganwgs Triadensammlung hatte Caswallawn die von Caesar entführte Fflur in Gallien gerettet und dabei 6.000 Römer getötet, was der Anlass für Caesar Britannienfeldzug gewesen sei.